# Pierre Batcheff
Pierre Batcheff (Harbin, Manchuria 1901 - Paris, 13 de abril de 1932) foi um ator francês protagonista de Um cão andaluz de Luis Buñuel e Salvador Dali.
Seu nome verdadeiro era Piotr Bacev (da Rússia). Algumas fontes afirmam que ele nasceu em 1907. Se casou com Denise Piazza (depois Denise Tual). Tanto ele como sua companheira de set em Um cão andaluz, Simone Mareuil, se suicidaram.
Suicidou-se após uma overdose de Veronal. Está enterrado no Cemitério do Montparnasse.

## Filmografia selecionada
- 1925: Feu Mathias Pascal
- 1927: Education of a Prince
- 1927: Napoléon
- 1929: Un Chien Andalou
- 1931: The Rebel